# Escudo de Anglés

Escudo oficial de Anglés

El escudo oficial de Anglés tiene el siguiente blasón:
Escudo embaldosado: de argén, 2 iglesias de azur puestas en faja acompañadas de una cabra arrestada de sable en la cabeza, y de un olmo arrancado de sinople en la punta. Por timbre una corona mural de villa.

## Historia
Fue aprobado el 18 de diciembre de 1986.
Las dos iglesias hacen referencia a la etimología del nombre de la villa, derivado del latín tardío "eclesiis", es decir, iglesia. Las iglesias también representan los dos antiguos pueblos que formaban el municipio, Anglés y la Cellera de Ter, ya que este último estaba unido a Anglés. La cabra de sable proviene de las armas parlantes de los vizcondes de Cabrera, señores de la villa en la época medieval. Finalmente, el olmo es un señal parlante proveniente de las armas de los Olmera, señores de la villa en el siglo XVIII.